# Hebe gibbsii
Hebe gibbsii é uma espécie de planta do gênero Hebe.